# 미스 유니버스 2010

미스 유니버스 2010 순위

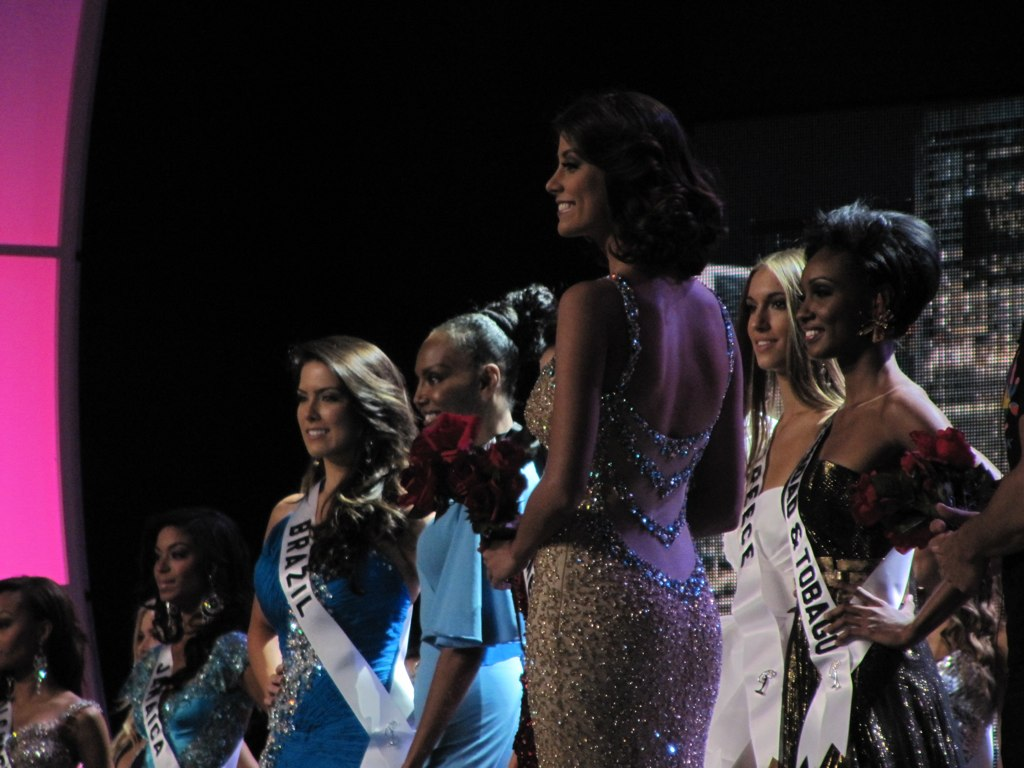
미스 유니버스 2010 리허설

제 59회 미스 유니버스 2010 대회는 2010년 8월 23일 오후 9시에, 대한민국 시간으로 8월 24일 오전10시에 미국 네바다의 라스베이거스에서 개최되었으며, 만달레이 베이 리조트 & 카지노에서 열렸다.
미스 유니버스 2009의 우승자인 베네수엘라의 스테파니아 페르난데스가 미스 유니버스 2010의 우승자인 멕시코의 히메나 나바레테에게 왕관을 씌워 주었다. 83개의 국가 대표가 참가했으며, NBC, 텔레문도에서 생방송 되었다.

## 결과

### 최종 결과
| 순위               | 국가              | 이름                   | 수영복     | 이브닝가운 |
| ------------------ | ----------------- | ---------------------- | ---------- | ---------- |
| 미스 유니버스 2010 | 멕시코            | 히메나 나바레테        | 9.290 (2)  | 8.913 (1)  |
| 2위                | 자메이카          | 옌디 필립스            | 9.426 (1)  | 8.884 (2)  |
| 3위                | 오스트레일리아    | 제신타 캠벨            | 8.543 (5)  | 8.841 (3)  |
| 4위                | 우크라이나        | 안나 포슬라브스카      | 8.333 (7)  | 8.743 (4)  |
| 5위                | 필리핀            | 비너스 라              | 8.957 (3)  | 8.714 (5)  |
| 6위                | 알바니아          | 안젤라 마르티니        | 8.229 (8)  | 8.693 (6)  |
| 7위                | 아일랜드          | 로재나 퍼셀            | 8.784 (4)  | 8.500 (7)  |
| 8위                | 남아프리카 공화국 | 니콜 플린트            | 8.229 (8)  | 8.420 (8)  |
| 9위                | 과테말라          | 제시카 셸              | 8.071 (10) | 8.286 (9)  |
| 10위               | 푸에르토리코      | 마리아나 파올라 비센테 | 8.443 (6)  | 7.971 (10) |
| 11위               | 러시아            | 이리나 안토넨코        | 7.843 (11) |            |
| 12위               | 콜롬비아          | 나탈리아 나바로        | 7.643 (12) |            |
| 13위               | 프랑스            | 말리카 메나르          | 7.576 (13) |            |
| 14위               | 벨기에            | 실루 아니스            | 7.571 (14) |            |
| 15위               | 체코              | 이트카 발코바          | 7.429 (15) |            |

### 특별상
| 어워드   | 우승자                         |
| -------- | ------------------------------ |
| 우정상   | - 오스트레일리아 - 제신타 캠벨 |
| 포토제닉 | - 태국 - 폰팁 왓차라트라쿨     |
| 전통의상 | - 태국 - 폰팁 왓차라트라쿨     |

### 발표 순서
Top 15
| - 1. 푸에르토리코 - 2. 우크라이나 - 3. 멕시코 - 4. 벨기에 - 5. 아일랜드 | - 6. 남아프리카 공화국 - 7. 프랑스 - 8. 오스트레일리아 - 9. 자메이카 - 10. 러시아 | - 11. 알바니아 - 12. 콜롬비아 - 13. 과테말라 - 14. 체코 - 15. 필리핀 |

Top 10
| - 1. 아일랜드 - 2. 알바니아 - 3. 필리핀 - 4. 자메이카 - 5. 멕시코 | - 6. 우크라이나 - 7. 푸에르토리코 - 8. 남아프리카 공화국 - 9. 과테말라 - 10. 오스트레일리아 |

Top 5
- 1. 멕시코
- 2. 오스트레일리아
- 3. 자메이카
- 4. 우크라이나
- 5. 필리핀

### 이전 대회와의 비교
- 멕시코는 두 번째 미스 유니버스를 탄생시켰으며, 첫 번째 우승자는 미스 유니버스 1991인 루피타 존스였다. 루피타 존스는 누에스트라 벨리사 멕시코의 감독으로, 히메나 나바레테의 감독이기도 하며, 두 우승자는 라스베이거스에서 우승했다.
- 전년도와 이번 연도의 예선 통과 국가는 알바니아, 오스트레일리아, 벨기에, 체코, 프랑스, 푸에르토리코, 남아프리카 공화국이다.
- 자메이카, 우크라이나, 알바니아, 과테말라는 이번 대회에서 최고 성적을 냈다.
- 체코는 4년 연속 준결승에 진출하였다.
- 오스트레일리아는 세 번째 높은 성적을 거두었다.
- 과테말라는 1984년 이후로 처음 준결승에 진출하였다.
- 아일랜드는 1998년 이후로 처음 준결승에 진출하였다.
- 필리핀은 1999년 이후로 처음 준결승에 진출하였다.
- 러시아, 콜롬비아는 2008년 이후로 처음 준결승에 진출하였다.
- 미국은 4번째 준결승 진출에 실패했으며, 2002년 이후 처음이다.
- 베네수엘라는 2006년 이후로 준결승 진출에 실패하였다.
- 베네수엘라는 2008년 이후로 2년 연속 우승 이후 처음 준결승 진출에 실패하였다.
- 태국은 포토제닉과 전통의상상을 수상하였으며, 이런 수상은 처음 있는 일이다.
- 3번째로 유럽 국가들이 우세한 대회였으며 7명의 준결승 진출자들이 유럽 국가 대표들이다. 2명의 카리브 국가 후보들이 준결승에 진출하였다.

## 대회 정보

### 사회자[2]
- 나탈리 모랄레스 - NBC Today의 앵커, 특파원, 미스 USA 2010 사회자
- 브렛 마이클스 - 가수, 배우, 감독, 셀러브리티 어프렌티스 시즌3 우승자

### 심사위원

#### 예선[3]
- 베심 셰미 - 미스 유니버스 2010 공식 스폰서 퍼룩 시스템의 사장
- BJ 콜먼 - 기자, 홍보자
- 카를로스 브레머 - 벨류 그루포 파이넨시에로의 경영자, 총 감독
- 코린 니콜라스 - 트럼프 모델 매니지먼트의 사장
- 루이스 버그도프 - MSNBC의 조 스카보로, 미카 버제진스키의 탤런트 프로듀서
- 나탈리 롯맨 - 해설가
- 세독스 킴 - 도널드 트럼프의 NBC 프로그램 '디 어프렌티스'의 프렌차이즈 담당, 프로듀서

#### 본선[3]
- 샤즈 팔미니테리 - 배우, 작가
- 차이나 필립스 - 가수, 배우
- 크리스 엔젤 - 미망설론자, 가수
- 에번 라이서첵 - 올림픽 금메달리스트 피겨 스케이터, 댄싱 위드 더 스타의 참가자
- 제인 시모어 - 배우, 댄싱 위드 더 스타의 참가자
- 니키 테일러 - 모델
- 셸라 E. - 가수
- 탐론 홀 - MSNBC의 앵커
- 윌리엄 볼드윈 - 배우, 감독, 작가

### 공연/배경 음악[4]
- 오프닝 배경 음악 : "Commander" - 켈리 롤런드, 데이비드 게타
- 수영복 심사 : "Burning Love", "Viva Las Vegas" - 서크 뒤 솔레이 (태양의 서커스, Cirque du Soleil)의 "Viva Elvis" (공연)
- 이브닝 가운 심사 : "Save Room", "I Love Every Little Thing About You", "Shine" - 존 레전드, 더 루츠 (공연)
- 대관식 : "Go That Far" - 브렛 마이클스

## 국가 정보

### 참가자

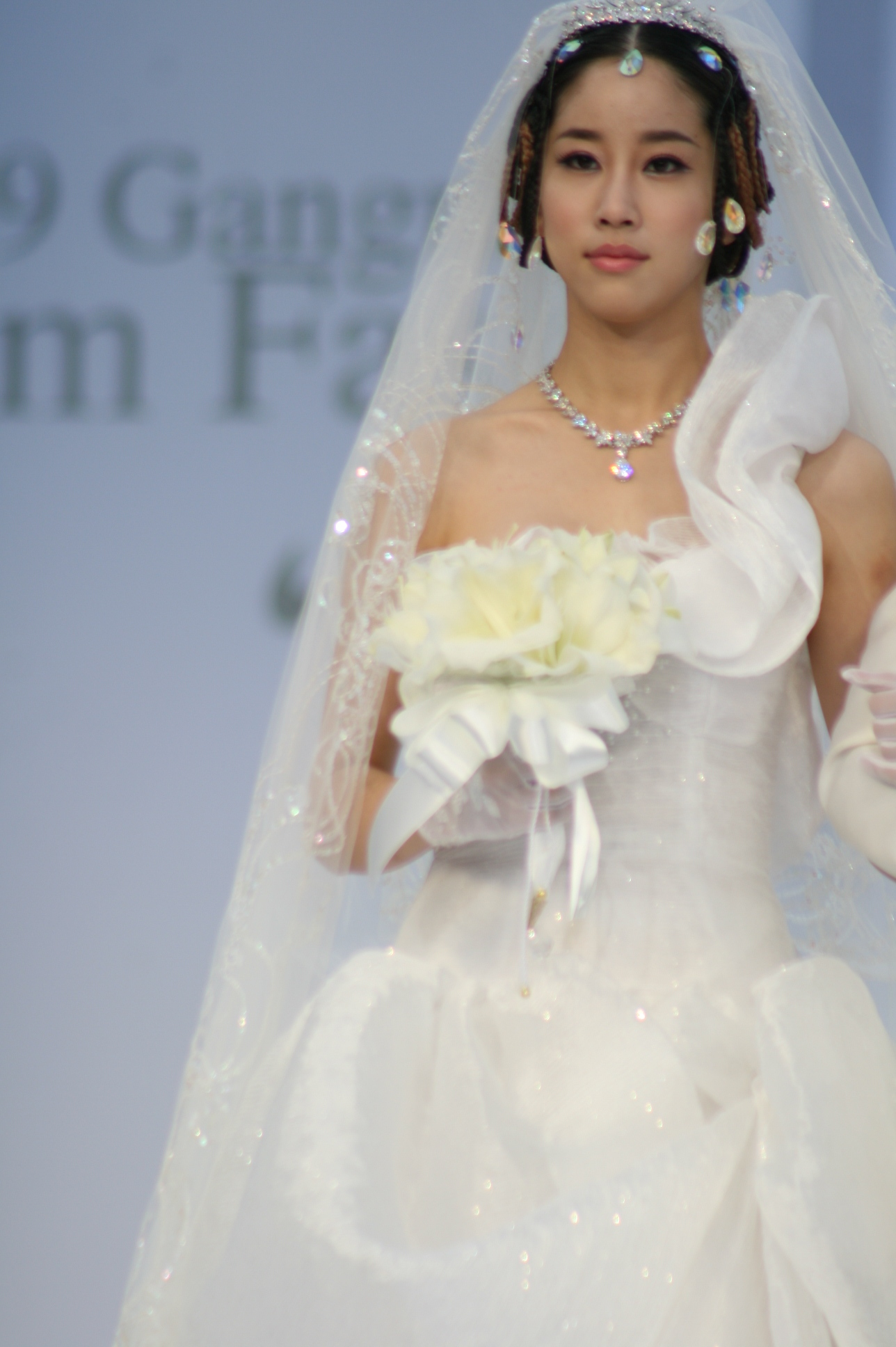
김주리

| 국가                | 참가자                          | 나이 | 키 (cm) | 출신지               |
| ------------------- | ------------------------------- | ---- | ------- | -------------------- |
| 알바니아            | 안젤라 마르티니                 | 24   | 175     | 리체                 |
| 앙골라              | 주레마 페라즈                   | 25   | 180     | 나미베               |
| 아르헨티나          | 제시카 디 빈첸소                | 22   | 174     | 마르 델 플라타       |
| 아루바              | 프리실라 리                     | 22   | 180     | 오랑예스타트         |
| 오스트레일리아      | 제신타 캠벨                     | 18   | 178     | 골드 코스트          |
| 바하마              | 브라네카 베이셋                 | 20   | 176     | 프리포트             |
| 벨기에              | 실루 아니스                     | 19   | 178     | 브뤼헤               |
| 볼리비아            | 클라우디아 아르체               | 19   | 173     | 수크레               |
| 보츠와나            | 티렐로 라마세디                 | 21   | 168     | 가보로네             |
| 브라질              | 데보라 리라                     | 20   | 180     | 비토리아             |
| 영국령 버진아일랜드 | 조세피나 누녜즈                 | 22   | 165     | 로드타운             |
| 캐나다              | 엘레나 세미키나                 | 26   | 186     | 토론토               |
| 중국                | 탕 웬                           | 18   | 176     | 이춘                 |
| 콜롬비아            | 나탈리아 나바로                 | 22   | 179     | 바란퀼라             |
| 코스타리카          | 마르바 라잇                     | 25   | 180     | 산 호세              |
| 크로아티아          | 라나 오바드                     | 22   | 173     | 자그레브             |
| 퀴라소              | 사피라 데 윗                    | 20   | 181     | 빌렘스타트           |
| 키프로스            | 디메트라 올림비우               | 22   | 174     | 아라디포             |
| 체코                | 이트카 발코바                   | 18   | 169     | 트레빅               |
| 덴마크              | 에나 산드라                     | 20   | 174     | 손더보리             |
| 도미니카 공화국     | 에바 아리아스                   | 25   | 180     | 모카                 |
| 에콰도르            | 레이디 미나                     | 24   | 170     | 과야킬               |
| 이집트              | 도니아 하메드                   | 22   | 179     | 카이로               |
| 엘살바도르          | 소냐 크루즈                     | 20   | 173     | 산살바도르           |
| 핀란드              | 비비 품파넨                     | 22   | 167     | 반타                 |
| 프랑스              | 말리카 메나르                   | 23   | 176     | 캉                   |
| 조지아              | 나나 고기차이쉬빌리             | 21   | 177     | 트빌리시             |
| 독일                | 크리스티아나 로더               | 26   | 182     | 뮌헨                 |
| 가나                | 아우라마 심슨                   | 22   | 180     | 세콘디타코라디       |
| 그레이트 브리튼     | 타라 바이테라 호요스-마르티네즈 | 20   | 168     | 런던                 |
| 그리스              | 안나 프렐레비츠                 | 20   | 181     | 아테네               |
| 괌                  | 바네사 토레스                   | 24   | 167     | 데데도               |
| 과테말라            | 제시카 셸                       | 20   | 170     | 레탈룰레우           |
| 가이아나            | 타미카 헨리                     | 22   | 171     | 조지타운             |
| 아이티              | 사롯 벨틴 드로셰어              | 24   | 175     | 포르토프랭스         |
| 온두라스            | 케니아 마르티네스               | 26   | 175     | 텔라                 |
| 헝가리              | 티메아 바비녜츠                 | 19   | 172     | 세게드               |
| 인도                | 우쇼시 셍굽타                   | 22   | 171     | 콜카타               |
| 인도네시아          | 코리 산디오리바                 | 18   | 173     | 아체                 |
| 아일랜드            | 로재나 퍼셀                     | 20   | 175     | 클론멜               |
| 이스라엘            | 밧-엘 조비                      | 22   | 172     | 아풀라               |
| 이탈리아            | 제시카 체키니                   | 20   | 177     | 보르고세시아         |
| 자메이카            | 옌디 필립스                     | 24   | 178     | 킹스턴               |
| 일본                | 이타이 마이코                   | 26   | 173     | 오이타               |
| 카자흐스탄          | 아셀리나 쿠츄코바               | 27   | 175     | 알마티               |
| 대한민국            | 김주리                          | 22   | 172     | 서울                 |
| 코소보              | 케시트옐라 펩시                 | 23   | 178     | 주니크               |
| 레바논              | 라하프 압달라                   | 22   | 174     | 키암                 |
| 말레이시아          | 네딘 앤 토마스                  | 23   | 169     | 콸라룸푸르           |
| 모리셔스            | 달리샤 두르가                   | 23   | 173     | 굿랜드               |
| 멕시코              | 히메나 나바레테                 | 22   | 174     | 과달라하라           |
| 네덜란드            | 데시레 반 덴 베르그             | 23   | 176     | 산트포르트           |
| 뉴질랜드            | 리아 벤 다이크                  | 21   | 172     | 오클랜드             |
| 니카라과            | 스차례테 아옌                   | 18   | 180     | 블루필드             |
| 나이지리아          | 응고지 오달로누                 | 22   | 178     | 나이저               |
| 노르웨이            | 멜린다 엘베네스                 | 23   | 172     | 라르비크             |
| 파나마              | 안젤리 아브레고                 | 22   | 177     | 산티아고 데 바라과스 |
| 파라과이            | 조아나 베니테스 오르메도        | 23   | 176     | 산 로렌소            |
| 페루                | 줄리아나 세바요스               | 22   | 180     | 로레토               |
| 필리핀              | 비너스 라                       | 22   | 175     | 바토                 |
| 폴란드              | 마리아 노와코스카               | 23   | 182     | 레그니차             |
| 푸에르토리코        | 마리아나 파올라 비센테          | 21   | 173     | 리오그란데           |
| 루마니아            | 오아나 파벨루츠                 | 18   | 181     | 브라소프             |
| 러시아              | 이리나 안토넨코                 | 18   | 178     | 예카테린부르크       |
| 세르비아            | 리디야 코시치                   | 22   | 180     | 베오그라드           |
| 싱가포르            | 타니아 림                       | 22   | 175     | 싱가포르             |
| 슬로바키아          | 안나 아메노바                   | 25   | 173     | 브라티슬라바         |
| 슬로베니아          | 말리카 사브섹                   | 23   | 175     | 스마트노 프리 리티지 |
| 남아프리카 공화국   | 니콜 플린트                     | 22   | 172     | 프레토리아           |
| 스페인              | 아드리아나 레베론               | 24   | 177     | 에렌테리아           |
| 스리랑카            | 이샨카 마두라싱그               | 23   | 174     | 케갈레               |
| 스웨덴              | 미카엘라 사비치                 | 19   | 174     | 헬싱보리             |
| 스위스              | 린다 페                         | 22   | 177     | 벵겐                 |
| 탄자니아            | 헬렌 다우센                     | 23   | 168     | 아루샤               |
| 태국                | 폰팁 왓차라트라쿨               | 20   | 170     | 사뭇 프라칸          |
| 트리니다드 토바고   | 라 토야 우즈                    | 24   | 178     | 코우바               |
| 튀르키예            | 기젬 메미치                     | 20   | 178     | 가지안테프           |
| 우크라이나          | 안나 포슬라브스카               | 23   | 180     | 노바 카코브스카      |
| 우루과이            | 스테파니 오르테가               | 20   | 173     | 몬테비데오           |
| 미국                | 리마 파키                       | 24   | 174     | 미시간               |
| 미국령 버진아일랜드 | 자네이샤 존                     | 22   | 173     | 세인트 크로익스      |
| 베네수엘라          | 마렐리사 깁슨                   | 21   | 178     | 카라카스             |
| 잠비아              | 엘리스 무수콰                   | 22   | 178     | 루사카               |

### 재 참가 국가
1989년
- 아이티

2002년
- 영국령 버진아일랜드

2004년
- 보츠와나

2007년
- 미국령 버진아일랜드

2008년
- 덴마크
- 카자흐스탄
- 스리랑카
- 트리니다드 토바고

### 불참 국가
- 불가리아 - 미스 불가리아 유니버스 조직회는 이번 연도에 참가시키지 않기로 결정하였다.
- 케이맨 제도 - 2009년 9월 8일에 재정난으로 미스 케이먼 아일랜드 2009의 대회가 무산되었다.[88]
- 에스토니아 - 에스토니아의 감독인 발레리 킬스는 '에스티 미스 에스토니아 대회'의 라이센스를 다른 사람에게 팔 예정이다.
- 에티오피아 - 미스 에티오피아 조직회는 이번 연도에 참가시키지 않기로 결정하였다.
- 아이슬란드
- 몬테네그로
- 나미비아 - 미스 나미비아 2010 대회가 7월 31일에 열릴 예정이었으나, 미스 유니버스 합숙 기간까지 5일밖에 남지 않게 되어, 미스 월드 2010에만 출전시키기로 하였다.
- 베트남

### 바뀐 후보
- 과테말라 - 알레한드라 발리야스는 '벨리사 과테말라 2007'의 우승자이지만, 다리를 다치는 사고를 당해 대회에 출전할 수 없게 되어 2위인 제시카 셸이 참가한다.
- 루마니아 - 본래 우승자인 알렉산드라 카탈리나 플립은 2010년 8월 28일에 대한민국에서 열리는 국제 댄스 경연대회에 참가하기 때문에, 2위인 오나 파벨룩이 출전할 예정이다.
- 튀르키예 - 미스 터키 조직회는 대회 규칙을 바꾸었고, 미스 터키 월드 우승자 기젬 메믹은 미스 유니버스 2010, 미스 월드 2010에 모두 참가할 예정이다.

### 참가자 특이사항
- 알바니아 - 안젤라 마르티니는 미국에서 활동하는 모델 출신이며, 현재 뉴욕에서 살고 있다.[89]
- 아르헨티나 - 제시카 디 빈첸소는 이탈리아 혼혈이며, 아르헨티나 대표로 '미스 이탈리아 넬 몬도 2006'에 참가하였다. '미스 인터내셔널 2008'에도 참가하였으나 준결승 진출에 실패했다.
- 브라질 - 데보라 리라는 독일 베를린의 탑 모델 오브 더 월드 2008의 우승자이다.[90]
- 캐나다 - 엘레나 세미키나는 '미스 인터내셔널 2008'에 참가하였으나 준결승 진출에 실패했다.[91] 엘레나 세미키나는 러시아 혼혈이며, 러시아 출신 3번째 우승자이다.
- 코스타리카 - 마르바 라잇은 첫 아프리칸 캐리비안 출신으로서 처음으로 미스 코스타리카 대회에서 우승하였다.[92]
- 도미니카 공화국 - 에바 아리아스는 '미스 레푸블리카 도미니카나 우니베르소 2006'에 출전하였으며, 2위에 입상하였다.[93].
- 과테말라 - 제시카 셸은 '미스 어스 2007'에 참가하였으나 준결승 진출에 실패했다. 미스 틴 과테말라 2006'의 우승자이다.
- 그레이트 브리튼 - 타라 호요스-마르티네즈는 콜롬비아 출신으로, 남아메리카 출신 참가자가 처음으로 영국 대표로 우승하였다.[94]
- 아이티 - 사롯 벨틴 드로셰어는 아이티의 저명한 변호사 미레일 드로셰어 베르틴의 자녀이며, 1994년에 도미니카 공화국으로 이민을 갔고, 미스 아이티 유니버스 2010에서 우승하였다. 사롯은 도미니카 공화국에서 어머니를 따라 법을 공부하고 있다.[95][96]
- 온두라스 - 케니아 마르티네스는 '미스 우니베르소 온두라스'의 2번째 흑인 여성 우승자이다.[97].
- 자메이카 - 옌디 필립스는 '미스 월드 2007'에 참가하였고, 준결승에 진출했다.
- 대한민국 - 김주리는 '미스 월드 2009'에서 '미스 월드 아시아 퍼시픽 2009'에 뽑혔으며, 준결승에 진출했다.
- 니카라과 - 스칼렛 알렌은 최초로 아프리칸 혈통으로서 미스 니카라과 대회에서 우승하였다.[98]
- 노르웨이 - 멜린다 엘베네스는 츠와나 혼혈이며, 어머니는 보츠와나 출신, 아버지는 노르웨이 출신이다. 보츠와나의 마운에서 탄생했고, 첫 흑인 미스 노르웨이 우승자이다.[99].
- 파나마 - 안젤리 아브레고 미스 모델 오브 더 월드 2009 준결승(Top 30)에 진출했다.
- 페루 - 줄리아나 세바요스는 '미스 어스 2008'에 참가하였으나, 준결승 진출에 실패했다.
- 필리핀 - 비니비닝 필리피나스 조직회는 마리아 비너스 라의 출생 기록이 맞지 않는다며 잠시 동안 왕관을 박탈했다. 마리아는 카타르의 도하 출신이며, 어머니는 필리핀 출신, 아버지는 인도 출신이다. 비니비닝 필리피나스 조직회는 '인도주의적 이유'로 마리아의 필리핀 여권 갱신을 도왔고, 다시 왕관을 쓸 수 있었다.[100][101]
- 스페인 - 아드리아나 레베론은 '미스 에스파냐 2007'에서 2위에 입상했고, '미스 어스 2008'에서 결승(Top 8)에 진출했다.
- USA - 리마 파키는 첫 무슬림계 미국인으로서, 미스 USA 대회에서 우승하였다. 그리고 처음으로 레바논계 미국인으로서 우승하였다.[102]
- 미국령 버진아일랜드 - 자네이샤 존은 '미스 아메리카 2008'에 참가하였으나, 준결승 진출에 실패했다.[103]

## 그 외

### 논란
미스 유니버스 조직회는 수영복 사진 촬영을 할 때에 토플리스 촬영을 참가자들에게 선택할 수 있게 하였다. 총 4명의 참가자가 토플리스 촬영을 하였는데, 미국의 리마 파키, 일본의 이타이 마이코, 아일랜드의 로재나 퍼셀, 트리니다드 토바고의 라 토야 우즈가 그들이었다. 토플리스 촬영을 한 참가자가 높은 순위에 오를 수 있을 것이라는 사람들의 말이 많았으나, 19개 국가의 감독들은 토플리스 촬영을 한 참가자들이 좋은 순위를 거두게 되면 미스 유니버스 2011에 불참하겠다고 밝혔다. 결국 미국, 일본, 트리니다드 토바고 참가자들은 준결승 진출에 실패하고, 아일랜드의 로재나 퍼셀만 7위를 하였다.

### Minute To Win It
Minute To Win It은 참가자들이 대결하여 최종 우승자가 상금을 수여받는 NBC의 게임 쇼이다. Minute To Win It 시즌 1의 20번째 에피소드로 방영되었고, 미스 유니버스 2010을 홍보하기 위해서 미스 유니버스 조직회의 예전 우승자들이 나와 대결을 펼쳤다. 미스 유니버스 2010 대회가 방영되기 1시간 전에 방영되었다(현지 시각 오후 8시). 보통 미인대회 우승자들은 1년간 봉사활동을 하게 되는데, 이번 에피소드의 주제는 참가자들의 성격에 맞게 '봉사활동'이었으며, 우승자인 미스 USA 1995 샤나 모클러의 이름으로 10만 달러가 Children's Burn Foundation이라는 화상으로 고통받고 있는 아이들을 위한 비영리 단체에 기부되었다. 게임 종목은 화장지 빨리 뽑기, 탁구공 물컵에 넣기, 과자 눈 위에 올려 떨어뜨리지 않고 먹기, 크리스탈 볼 위에 계란 세우기, 만보기를 발에 끼우고 누워서 횟수 올리기 등이었다.
| 참가자          | 타이틀                       | 출신지               | 봉사활동 단체                              | 순위 |
| --------------- | ---------------------------- | -------------------- | ------------------------------------------ | ---- |
| 브룩 리         | 미스 USA, 미스 유니버스 1997 | 미국, 하와이         | Hawaii Youth Opera Chorus                  | 8위  |
| 웬디 피츠윌리엄 | 미스 유니버스 1998           | 트리니다드 토바고    | Keep A Child Alive                         | 3위  |
| 저스틴 파섹     | 미스 유니버스 2002           | 파나마               | Orphaned Starfish Foundation Inc.          | 7위  |
| 술레이카 리베라 | 미스 유니버스 2006           | 푸에르토리코         | American Childrens Cancer Association Inc. | 4위  |
| 모리 리요       | 미스 유니버스 2007           | 일본, 시즈오카       | Make A Wish Foundation International       | 5위  |
| 샤나 모클러     | 미스 USA 1995                | 미국, 뉴욕           | Children's Burn Foundation                 | 우승 |
| 섄디 피네시     | 미스 USA 2004                | 미국, 미주리         | Stray Rescue of St. Louis                  | 9위  |
| 첼시 쿨리       | 미스 USA 2005                | 미국, 노스캐롤라이나 | Masters Inn Ministries Inc.                | 6위  |
| 레이첼 스미스   | 미스 USA 2007                | 미국, 테네시         | Boys and Girls Club of America             | 2위  |
| 크리스틴 돌턴   | 미스 USA 2009                | 미국, 노스캐롤라이나 | USO                                        | 10위 |